# Osama (filme)
Osama (mesmo título no Brasil) é um filme afegão-neerlando-japonês-irlando-iraniano de 2003, de gênero drama de direção de Siddiq Barmak e produção executiva de Mohsen Makhmalbaf.
O primeiro filme afegão depois da queda do regime Talibã. Forte, revelador, uma suave mistura de humanismo e instintos de direção. Vencedor do Globo de Ouro de Melhor Filme Estrangeiro, Melhor Filme no Festival de Londres, Câmera de Ouro em Cannes.

## Sinopse
Em um país (Afeganistão) que enviou seus homens para a guerra e que proíbe as mulheres de trabalhar, muitas famílias passam fome. Uma garota de 12 anos é disfarçada de menino para poder trabalhar e sustentar a casa. Ela passa a ser chamada de Osama (Marina Golbahari). Tudo corre bem até que Osama é recrutado pelo exército e inicia uma jornada assustadora pelas estradas do Talibã.